# Secretaría del Tratado Antártico
La Secretaría del Tratado Antártico es un órgano de la Reunión Consultiva del Tratado Antártico (RCTA) y, como tal, se encuentra subordinada a ella. Las RCTA constituyen el foro natural que reúne a las Partes Consultivas del Tratado Antártico –acuerdo suscripto en 1959 y vigente desde 1961- que son aquellas participan de estas reuniones con derecho a voto. 
La Secretaría del Tratado Antártico tiene su sede en la calle Maipú 757, en el centro de la Ciudad Autónoma de Buenos Aires, Argentina.
El Gobierno de Argentina proporciona la oficina donde funciona la Secretaría, y el Acuerdo de Sede –suscripto en 2010, durante la RCTA XXXIII- describe la relación entre la RCTA y la República Argentina respecto de las operaciones de la Secretaría en Argentina.

## Misión
La misión de la Secretaría es asistir a la Reunión Consultiva del Tratado Antártico (RCTA) y al Comité para la Protección del Medio Ambiente (CPA) en el desempeño de sus funciones, con el objetivo de fortalecer el Sistema del Tratado Antártico y de asegurar que todas las actividades desarrolladas en la Antártida sean congruentes con los propósitos y principios del Tratado Antártico y de su Protocolo sobre Protección del Medio Ambiente. 

## Funciones
Bajo la dirección de la RCTA, la Secretaría realiza las tareas especificadas en la Medida 1 (2003), que pueden resumirse en los siguientes rubros:
- brindar apoyo para las Reuniones Consultivas del Tratado Antártico (RCTA), que se celebran anualmente, y la reunión del Comité para la Protección del Medio Ambiente (CPA);
- facilitar el intercambio de información entre las Partes requerido en el Tratado y el Protocolo sobre Protección del Medio Ambiente;
- compilar, almacenar, archivar y facilitar los documentos de la RCTA;
- suministrar y difundir información sobre el Sistema del Tratado Antártico y las actividades en la Antártida.

## Secretario Ejecutivo
La Secretaría está dirigida por un Secretario Ejecutivo nombrado por la RCTA a partir de candidatos que sean ciudadanos de las Partes consultivas. Su mandato se extiende por 4 años, con posibilidad de ser reelecto para un segundo mandato. 
El primer secretario, elegido en 2004, fue el neerlandés Johannes Huber. Desde 2009 a 2017 (dos períodos) la RCTA confió el cargo al alemán Manfred Reinke. Durante la XL RCTA (Beijing, 2017), fue elegido para reemplazarlo el uruguayo Albert Lluberas Bonaba, quien fue reelecto en 2021 y posee mandato hasta 2025.  

## Financiamiento
La Secretaría y la labor que ésta lleva a cabo se financian con el aporte de las Partes Consultivas. La mitad del presupuesto proviene de aportes de las Partes Consultivas por partes iguales, mientras que la otra mitad proviene de los aportes que las Partes Consultivas realizan en función de la magnitud de sus actividades nacionales en la Antártida, tomando en cuenta la capacidad de pago de cada una de ellas. Toda Parte Contratante (Consultiva o No Consultiva) podrá también realizar contribuciones voluntarias en todo momento.
El presupuesto de la Secretaría debe ser aprobado por los representantes de todas las Partes Consultivas presentes anualmente en la RCTA.  

## Antecedentes Históricos
En sus primeros treinta años de existencia, hasta 1991, el Tratado Antártico funcionó con base en una secretaría no permanente, que rotaba en forma paralela a la organización de las Reuniones Consultivas (RCTA). Así, los asuntos administrativos eran tomados por el país organizador de la siguiente RCTA, al momento de la finalización de la Reunión anterior. Con la adopción del Protocolo de Madrid, que agregaba una serie de cuestiones de índole organizativa y de coordinación, se hizo evidente la necesidad de instalar una Secretaría Permanente para el Tratado Antártico. 
Durante la XVII RCTA (Venecia, 1992) se logró consenso acerca de la necesidad de establecer una Secretaría que ayudara a la RCTA y al futuro Comité de Protección Ambiental, creado por el Protocolo de Madrid, a desempeñar sus funciones. En esa misma reunión, la Argentina propuso a Buenos Aires como sede de la Secretaría Permanente, y Estados Unidos, a Washington D. C..
Desde aquel entonces y por varios años, las RCTAs fueron el ámbito de continuos debates por la ubicación geográfica de la sede. Durante la XXII RCTA (Tromsø, 1998), Australia propuso también a la ciudad de Hobart, aunque ya en la XXIII RCTA (Lima, 1999) una gran mayoría de Partes Consultivas manifestaba su apoyo a la capital argentina. La creciente necesidad por resolver esta cuestión condujo a que, durante la XXIV RCTA (San Petersburgo, 2001), se obtuviera finalmente consenso para establecer la Secretaría Permanente del Tratado Antártico en la ciudad de Buenos Aires.
En las XXV y XXVI RCTAs (Varsovia, 2002 y Madrid, 2003, respectivamente) se trazaron los lineamientos básicos y las previsiones presupuestarias necesarias para su establecimiento formal, como así también se identificaron las funciones específicas de la Secretaría, incluidas en la Medida 1 (2003). 

Durante la XXVII RCTA (Ciudad del Cabo, 2004) se procedió a la elección del primer Secretario Ejecutivo, y, finalmente, el día 1 de septiembre de 2004, se inauguró oficialmente en Buenos Aires la Secretaría Permanente del Tratado Antártico. 